# Церковь Покрова Богоматери (Новгородский детинец)
Церковь Покрова Пресвятой Богородицы находится в западной части Новгородского кремля, вплотную примыкает к восточному фасаду кремлевской стены и Покровской башни.

## История
Первое летописное упоминание относится к 1305 году, когда посадник Семён Климович поставил каменную церковь на воротах от Прусской улицы (то есть церковь была надвратная, пристроена к деревянной башне).
В 1389 году по приказанию посадника Григория Якуновича старая церковь была разобрана и на её месте поставлен новый храм.
В конце XVI века церковь Покрова построена заново, так как древняя кладка памятника относится именно к этому времени.
В 1692—1693 гг. церковь Покрова перестраивается: сделаны новые барабаны, пробиты новые окна, сделана южная двухэтажная пристройка — работы велись по проекту архитектора Семёна Ефимова. С этого времени церковь Покрова становится одной из главных церквей Кремля и домовым храмом новгородских воевод.
В конце XVIII века Покровская башня превращена в тюрьму, а церковь Покрова становится тюремным храмом. Вероятно, в это время устроен переход из церкви в башню.
В 1832 году храм приписан к церкви Флора и Лавра на Софийской стороне.
В 1860-х годах Покровская башня и церковь приспособлены под губернский архив.
В 1889 году Покровская башня и церковь приспособлены под богадельню.
Памятник серьёзно пострадал в годы Великой Отечественной войны (утрачена глава, крыша, часть кладки).
Храм является памятником архитектуры двух эпох — XVI в. и конца XVII—XIX вв. Церковь относится к типу «восьмерик на четверике» и является одной из немногих церквей такого типа, сохранившихся в Великом Новгороде.